# Хейока
Хейока (Хаока) — божество грома в мифах сиу и дакота, покровитель охоты. Радостный Хейока обильно проливает слезы, удручённый — смеётся; зной действует на него, как стужа, и наоборот. По представлениям сиу, после грозы мир обновляется, поэтому следует заранее приветствовать его весельем и, поступая наоборот, предупреждать несчастья. Сам Хейока возник как понятие бога к середине XVI века (Примерно 1526 год).
Также термин используется для обозначения служителей культа народности лакота, выступающих в амплуа «шута».

## Культ Хейоки
Все, кто видел во сне Хейока, должны были пройти особые церемонии, иначе на них обрушатся несчастья. О Хейока иногда говорят как о клоунах или сумасшедших, так как они часто делают вещи, противоположные естественному или ожидаемому.
Одним из наиболее характерных их дел является опускание рук в горячую воду и брызганье ею друг на друга, сопровождаемое жалобами на то, что очень холодно. До этого действа кожа натирается похожим на льняное масло соком некоторых корней, который, по словам участников, полностью защищает их от ожога. Говорят, что прежде Хейока брили одну сторону головы и иногда назывались «наполовину выбритые головы». Также они носили рубашку из оленьей кожи, украшенную вороньими перьями, и держали погремушки из рудиментарных отростков в виде пальцев, прикрепленных к палке.

## Церемонии
Американский исследователь доктор Уолкер так описывает церемонии в честь Хейоки:

Когда кто-то ищет видение и видит молнию или Птицу Грома, такой человек впоследствии должен перед публикой имитировать Хейоку клоунадой, абсурдной в словах и действиях. Особое действие, которое он должен осуществить — это выхватить мясо из кипящего котла голыми руками и преподнести его кому-либо.